# پروتئین کیناز آ
پروتئین کیناز آ در زیست شناسی سلولی گروهی از آنزیم‌ها هستند که فعالیت آنها وابسته به سطوح سلولی آدنوزین مونوفسفات حلقه‌ای می‌باشد . پروتئین کیناز آ (PKA) همچنین با عنوان پروتئین کیناز وابسته به آدنوزین مونوفسفات حلقه‌ای نیز مشهور است.
پروتئین کیناز آ در سلول وظایفی مانند تنظیم مقادیر گلیکوژن، قند و لیپید را دارد.
پروتئین کیناز آ همچنین نباید با پروتئین کیناز فعال شده توسط AMP اشتباه گرفته شود؛ چرا که ممکن است عملکردها و تأثیرات متفاوتی داشته باشند. همینطور با CDKs ها(Cyclin-dependent kinase) نیز متفاوت هستند.